# Rok niebezpiecznego życia
Rok niebezpiecznego życia – australijski dramat społeczno-polityczny z 1982 roku zrealizowany przez Petera Weira na podstawie powieści C.J. Kocha.
Tytuł filmu nawiązuje do znanego wyrażenia Sukarno (żyć niebezpiecznie), użytego w programowym przemówieniu do narodu w 1964 roku.

## Treść
Indonezja w burzliwym roku 1965. Do Dżakarty przybywa nowy korespondent radia australijskiego Guy Hamilton.  Na swej pierwszej placówce zagranicznej ma relacjonować wydarzenia z kraju, w którym dojrzewa komunistyczny przewrót inspirowany prochińską polityką prezydenta Sukarno, stale obiecującego rodakom zmianę nędznych warunków bytowych. Niezorientowany w sytuacji politycznej i spotykający się z profesjonalną niechęcią kolegów Hamilton zyskuje jednak cennego współpracownika w osobie miejscowego fotoreportera Billy'ego Kwana – człowieka o oryginalnym wyglądzie, mieszanym pochodzeniu, tajemniczych powiązaniach i idealistycznych poglądach. Wśród pracowników jego biura jest natomiast ukryty komunista Kumar, dzięki któremu do dziennikarza docierają istotne informacje polityczne. W swym zawodowym środowisku Australijczyk przypadkowo poznaje też asystentkę pułkownika Hendersona – brytyjską agentkę Jill Bryant, z którą łączy go najpierw flirt, a potem poważniejsze uczucie.   
Wypadki nabierają tempa pod koniec lata, gdy narasta agresywność komunistycznych bojówek i poruszanie się cudzoziemców po kraju staje się niebezpieczne. Muzułmańscy wojskowi zdecydowani są jednak uniemożliwić komunistom zbrojne przejęcie władzy z pomocą maoistowskich Chin i przeszkodzić planom Sukarno grożącym przyszłą polityczną katastrofą krajom Azji południowo-wschodniej. Jill Bryant udaje się na placówkę wietnamską, zawiedziony rządami prezydenta i zdesperowany Kwan dokonuje spektakularnego protestu, Kumar coraz bardziej obawia się o swe życie. W ostatnich dniach września dochodzi do zamachu stanu dokonanego przez armię (która przeprowadzi potem egzekucje setek tysięcy ludzi podejrzewanych o komunizm i doprowadzi do odsunięcia Sukarno od władzy): prezydent chwilowo zostaje odizolowany, Dżakarta – zablokowana. Przed zamknięciem stołecznego lotniska Hamilton usiłuje zdążyć na ostatni samolot, którym Jill odlatuje do Sajgonu…

## W głównych rolach
- Mel Gibson – Guy Hamilton
- Sigourney Weaver – Jill Bryant
- Linda Hunt – Billy Kwan
- Bembol Roco – Kumar
- Michael Murphy – Pete Curtis
- Bill Kerr – pułkownik Henderson
- Noel Ferrier – Wally O’Sullivan
- Paul Sonkkila – Kevin Condon
- Ali Nur – Ali

## Nagrody i nominacje
Oscary za rok 1983
- Najlepsza aktorka drugoplanowa – Linda Hunt
Nagroda przyznana za rolę męską jest jedynym podobnym przypadkiem w historii nagród Akademii Filmowej.

Złote Globy 1983
- Najlepsza aktorka drugoplanowa – Linda Hunt (nominacja)